# Sneek
Sneek (pronúnciaⓘ; frísio ocidental: Snits) é uma municipalidade e cidade na província da Frísia (Fryslân), no norte dos Países Baixos.

## História

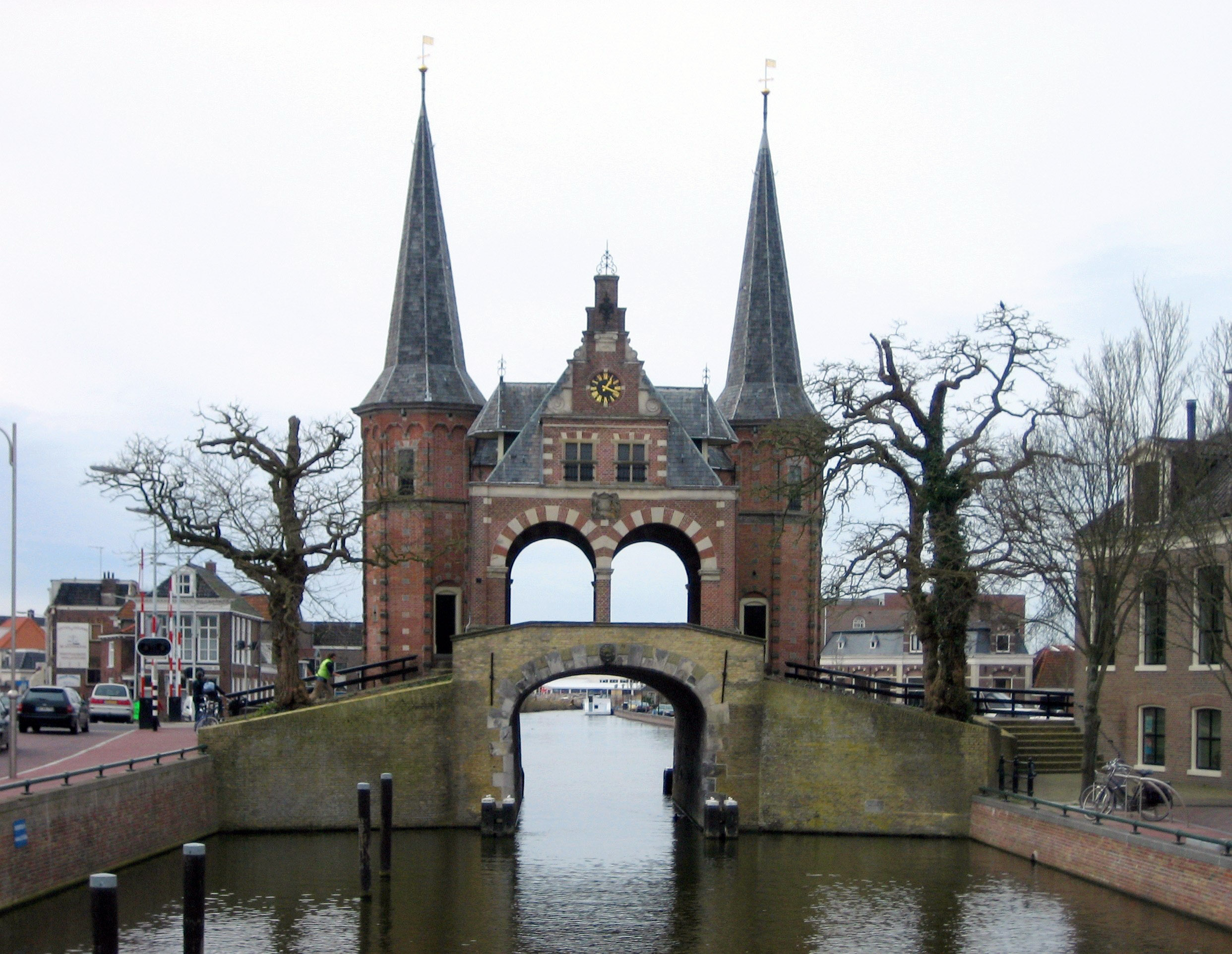
Waterpoort de Sneek

Sneek foi considerada uma cidade oficialmente em 1456. É bastante conhecida por sua Waterpoort (barragem), inaugurada em 1613, e pela Sneekweek, um festival anual de iatismo. Sneek é uma das onze cidades que fazem parte do Elfstedentocht, famosa competição de patinação de velocidade.
A cidade era originalmente conhecida como Ter Snake, que significa promontório, devido à quantidade de água existente. Muito da água que havia ao redor da cidade foi drenada ao longo do tempo, mas ainda é possível navegar e usar barcos, inclusive de vela, para se locomover.
Sneek é, historicamente, a segunda província mais importante da Frísia, atrás apenas da capital, Leeuwarden. Foi lá que morreu o herói frísio Pier Gerlofs Donia, em 1520.

## Centros populacionais
- Loënga (59)
- Offingawier (173)
- Sneek (31,614)
- Ysbrechtum (665)

(Dados de 1 de janeiro de 2007)

## Cidades-irmãs
- Kurobe ( Japão) [1]